# Castinus de Byzance
Castinus I, mort en 237, est un évêque supposé de Byzance entre 230 et 237. Dans certains catalogues, il apparaît sous le nom de Constantin.
C'est un sénateur de Rome, qui au départ n'est pas chrétien. Il se convertit au christianisme, se faisant baptiser par l'évêque d'Argyropolis, Cyrillianus. Dès lors, il donne sa fortune aux pauvres et se consacre à l'Église. Il est évêque de Byzance de 230 à 237. Jusqu'à son pontificat, la cathédrale se trouvait près de la mer dans la région de l'actuelle Galata. Il construit l'une des plus anciennes églises de Byzance en l'honneur de Sainte Euphémie.
Nicéphore Calliste se réfère à lui dans ses œuvres sous le nom de Constantin.
Sa mémoire est vénérée le 25 janvier. Cependant, l'historien de l'Église Frederick George Holweck dit qu'il n'y avait pas d'évêques à Byzance au troisième siècle.